# David Angel
David Angel (* 1940 in Los Angeles) ist ein amerikanischer Jazzmusiker (Saxophon, Komposition, Arrangement).

## Leben und Wirken
Angels Mutter war Klavierlehrerin; er selbst lernte Klarinette, Querflöte und Saxophon. Er trat als Teenager in Latin-Bands auf. Außerdem spielte er mit 16 Jahren traditionellen Jazz mit Kid Ory und Johnny St. Cyr. Nachdem er das Westlake College of Music und das Los Angeles City College besucht hatte, arbeitete er in Hollywood als Musiker, Autor und Arrangeur. Er arrangierte Musik für Fernsehsendungen wie Bonanza, Lassie oder The Streets of San Francisco, aber auch für die Comedy-Programme von Jerry Lewis und Red Skelton sowie für Sänger Andy Williams. Nebenbei spielte er mit Woody Herman und Art Pepper. Auch verfasste er Studioarrangements und komponierte, oft ohne Namensnennung. 1967 schrieb er die Arrangements für das Album Forever Changes der Rockband Love, das heute als Rockklassiker gilt.
Seit 1969 leitete er in Los Angeles die David Angel Big Band, mit der er mehrere Alben veröffentlichte; daneben arbeitete er für Maurice Jarre. Später setzte er seine Karriere als Musiklehrer und Dozent an Schulen in Los Angeles und Pasadena fort, unterrichtete aber auch 15 Jahre lang in Europa, zunächst in Frankreich, wo er am Pariser Konservatorium lehrte. Gemeinsam mit Ed Neumeister leitete er zwischen 2000 und 2006 die Abteilung für Komposition und Arrangement an der Musikhochschule Luzern. 2013 trat er mit der Big Band Liechtenstein bei einem Konzert auf, welches als Live-CD unter dem Titel „Voyage“ veröffentlicht wurde.
Mit einem 13-köpfigen Ensemble spielte er 2020 das Triple-Album Out of the Coast mit eigenen Arrangements ein.